# 720년대
720년대는 720년부터 729년까지를 가리킨다.